# ریدمال‌سازی
ریدمال‌سازی (به انگلیسی: enshittification) اصطلاحی است که برای توصیف الگویی به کار می‌رود که در آن محصولات و خدمات آنلاین در طول زمان کیفیت خود را کاهش می‌دهند. در آغاز، شرکت‌ها خدمات با کیفیت بالا را برای جذب کاربران می‌سازند، سپس کیفیت آن خدمات را به خاطر ارائه خدمات بهتر به مشتریان تجاری پایین می‌آورند و در نهایت خدمات خود را به کاربران و مشتریان تجاری نیز خراب می‌کنند تا بیشترین سود را به سهام‌داران خودشان برسانند.
کوری دکترو، نویسنده، در نوامبر ۲۰۲۲، این نوواژه را ابداع کرد،  هر چند که او نخستین کسی نبود که این مفهوم را توصیف و نام‌گذاری کرده بود. انجمن گویش آمریکایی آن را به عنوان واژهٔ سال ۲۰۲۳ و واژه‌نامهٔ Macquarie آن را برای سال ۲۰۲۴ برگزیدند.
1. ↑  Gault, Matthew (November 26, 2024). "'Enshittification' Is Officially the Biggest Word of the Year". Gizmodo (به انگلیسی). Retrieved December 7, 2024.
2. ↑  Smith, Yves (November 18, 2018). "Boeing, Crapification, and the Lion Air Crash". Naked Capitalism.
3. ↑  Tkacick, Maureen (September 18, 2019). "Crash Course". The New Republic.